# Aspitates hesperis
Aspitates hesperis là một loài bướm đêm trong họ Geometridae.